# Municipio de Sodus (Míchigan)
El municipio de Sodus (en inglés: Sodus Township) es un municipio ubicado en el condado de Berrien en el estado estadounidense de Míchigan. En el año 2010 tenía una población de 1932 habitantes y una densidad poblacional de 37,31 personas por km².

## Geografía
El municipio de Sodus se encuentra ubicado en las coordenadas 42°2′10″N 86°22′22″O / 42.03611, -86.37278. Según la Oficina del Censo de los Estados Unidos, el municipio tiene una superficie total de 51.78 km², de la cual 50,27 km² corresponden a tierra firme y (2,91 %) 1,5 km² es agua.

## Demografía
Según el censo de 2010, había 1932 personas residiendo en el municipio de Sodus. La densidad de población era de 37,31 hab./km². De los 1932 habitantes, el municipio de Sodus estaba compuesto por el 83,44 % blancos, el 9,06 % eran afroamericanos, el 0,52 % eran amerindios, el 0,62 % eran asiáticos, el 4,97 % eran de otras razas y el 1,4 % eran de una mezcla de razas. Del total de la población el 8,13 % eran hispanos o latinos de cualquier raza.